# New Music Seminar
New Music Seminar, kurz NMS ist ein Musikfestival zu dem sich seit 1980 einmal im Jahr die internationale Musikbranche in New York City trifft. Über den Zeitraum von einer Woche gibt es ein Programm von Vorträgen, Sitzungen, Schulungen und zahlreichen Konzerten.
Im Mittelpunkt des Festivals, das von Tom Silvermann gegründet wurde, steht der Bereich Pop, Rock, Punk, Hip-Hop und R&B. Die Veranstaltungen sind zum größten Teil für die breite Öffentlichkeit zugänglich und finden in verschiedenen New Yorker Clubs statt, in denen über die Woche verteilt mehr als 300 Bands auftreten.